# 梁文科
梁文科（?—?），字丹崖；為中國清朝官員，本籍盛京奉天府。1673年歲貢生的他為漢軍正白旗，後考上舉人。1715年由福建鹽驛道調任福建分巡台灣廈門道。任內建廟修亭，1718年任滿調昇廣東按察使。
| 前任： 陳璸 | 福建分巡台灣廈門道 1715年上任 | 繼任： 王珍 |